# مسجد إدنبرة المركزي
مسجد إدنبرة المركزي (المعروف رسميا بمسجد ومركز الملك فهد الإسلامي في إدنبرة) واقع في باتيرو قرب جامعة إدنبرة (المنطقة المركزية) والمتحف الوطني لأسكوتلندا. صمم المسجد الدكتور باسل البياتي، واستغرق أكثر من ست سنوات للاكتمال بكلفة 3.5 مليون يورو، يتسع المصلى (القاعة الرئيسية) لأكثر من ألف مصلٍ، تصلي النساء فوق شرفة تشرف على القاعة. يحتوي على المسجد الثريات وسجادة واسعة، مع أثاث قليل جدا.
تدمج الهندسة المعمارية الإسلامية التقليدية ببعض الأساليب الإسكتلندية البارونية.
يقول الأستاذ (Geza Fehervari)، أستاذ الفنون الإسلامية والآثار في جامعة لندن، «العناصر المعمارية والتفاصيل التزيينية، يعتمدان التقاليد الإسلامية التركية بشكل رئيسي، ويتفاعلان بنجاح مع العادات القديمة المعمارية والتزيينية لأسكوتلندا».

## تأريخ المسجد
قبل بنائه، لم يكن في مركز مدينة إدنبرة مساجد كبيرة بما فيه الكفاية لتغطية حاجات المسلمين. كما السكان المسلمين في ازدياد والمسجد الكبير أصبح ضرورة. في النهاية، المشروع كان قادرا على شراء الأرض من مجلس المدينة بشرط بناء مسجد وافتتاحه للمسلمين. وقع المشروع في صعوبات تمويلية؛ لكنها حلت عندما تبرع الملك فهد عاهل العربية السعودية بـ(90 %) من تكلفة المشروع الكلية. في 31 يوليو/تموز 1998 (8 ربيع الثاني 1419) افتتح المسجد الأمير عبد العزيز بن فهد، الذي كان يرعى المشروع.

## المسجد

### قاعة الصلاة الرئيسية

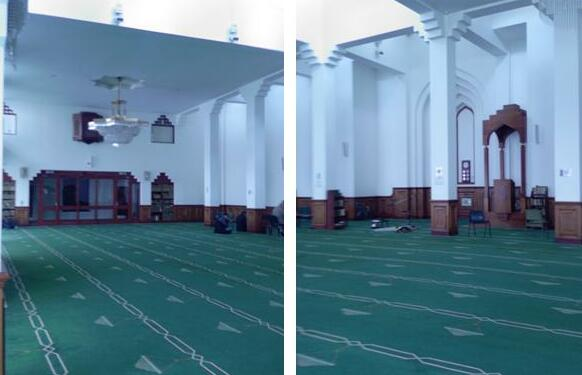
قاعة الصلاة (المصلى)

يصلي المسلمون في القاعة الرئيسية صلاة الجمعة والفروض الخمسة. هناك ثريتان، سجادة واسعة، وكراسي للمسنين والمعوقين. العديد من المحاضرات القصيرة وحلقات النقاش الصغيرة تقام في القاعة الرئيسية، بالرغم من أن مثل هذه المجموعات يجب أن تخطر. تقام في المسجد مراسيم غسل الموتى وصلاة الجنازة. هناك مدخلان جانبيان إلى القاعة وغرفة زجاجية صغيرة لها مدخل / خروج منفصل خاص للمعوقين.

### محلات الوضوء
هناك محلات وضوء منفصلة للذكور والنساء. يحتوي قسم الذكور 21 محل وضوء، تسعة مراحيض متدفّقة، أربعة مراحيض بدينة وست مغاسل. ابتداء من 2010، استلم المسجد تمويلا إضافيا لترقية محلات الوضوء لاستيعاب مصلين أكثر؛ وليفصل غرفة غسل وتكفين الموتى.

### قاعة متعددة الأغراض
قاعة ثانية في الطابق السفلي؛ هي أصغر بكثير من قاعة الصلاة الرئيسية. تفتح هذه القاعة أحيانا لصلاة الجمعة وصلاة العيد. تستعمل هذه القاعة بشكل رئيسي للخزن لكن تفتح كل سنة لمهرجان الإسلام في إدنبرة.

### المكتبة
في المسجد مكتبة متوسطة الحجم التي تحتوي تشكيلة كبيرة من الكتب الإسلامية للبيع والإعارة. تبقى المكتبة مفتوحة من الصباح حتى المساء. تقدم المكتبة العديد من الخدمات أيضا مثل دورات في علوم العربية والقرآن بالإضافة إلى المحاضرات، حيث أن هناك منضدتان وكرسيان.

### مطبخ المسجد
مطبخ المسجد (صندوق الغداء سابقا) افتتح للجمهور في 2004. يعرض أكلات سفرية، مناضد وطبخ في الهواء الطلق. إنّ القدرة تقريبا 80 -100. القائمة تشمل الغذاء الآسيوي الجنوبي والشرق الأوسطي الحلال، بضمن ذلك اللحم المختلف والكاري النباتي، مع الرز. والدجاج المشوي، شيش كباب وذرة على ذكر الأوز متوفرة أيضا في بعض الأيام بالإضافة إلى الشوي أيام السبت. منطقة الجلوس تفتح خصوصا في وقت الإفطار في رمضان للمسلمين. في أغسطس/آب 2007، وضعت صحيفة السكوتسمان هذا المطبخ في قائمة أفضل مقدمي أطعمة الاحتفالات. في الصيف 2011، الفريق الذي يدير مطبخ المسجد غادر وسط نزاع بالمسجد وانتقل إلى مطعم أكثر تقليدية في ساحة نيكولسون (لا يزال يسمى مطبخ المسجد)؛ إنّ المطبخ في المسجد يدار الآن تحت الإدارة المنفصلة ويشتغل كمطبخ ومقهى للمسجد الأصلي.

## مهرجان الإسلام في إدنبرة
مهرجان الإسلام إدنبرة (بالإنجليزية: The Islam Festival Edinburgh)‏، أو اختصارا (IFE) ومعروف كذلك ب(بالإنجليزية: Discover Islam Exhibition)‏ جزء من مهرجان إدنبرة. يقام المهرجان في هذا المسجد أثناء شهر أغسطس/آب من كل سنة، إن المسجد يفتح إلى الجمهور.[بحاجة لمصدر]
تقام المعارض في القاعة متعددة الأغراض حيث أن المسلمين وغير المسلمين مرحب بهم. هناك ملصقات حول مواضيع إسلامية معينة، مثل الفن الإسلامي، ترجمة قرآن، وغيرها.[بحاجة لمصدر]
عادة ما تكون هناك أحداث خاصة أيام السبت، مثل دروس خط اليد العربي وعروض الفن العربي. هناك أيضا محاضرات مختلفة، إدريس توفيق ألقى العديد من المحاضرات منها (من يخشى قانون الشريعة؟) و (المسلم السيد المسيح) عدّة مرات. زار عدد من المشاهير المعرض، مثل مستشار وزارة أول، وأعضاء برلمان من ضمنهم السير منزيز كامبيل.

## معرض الصور

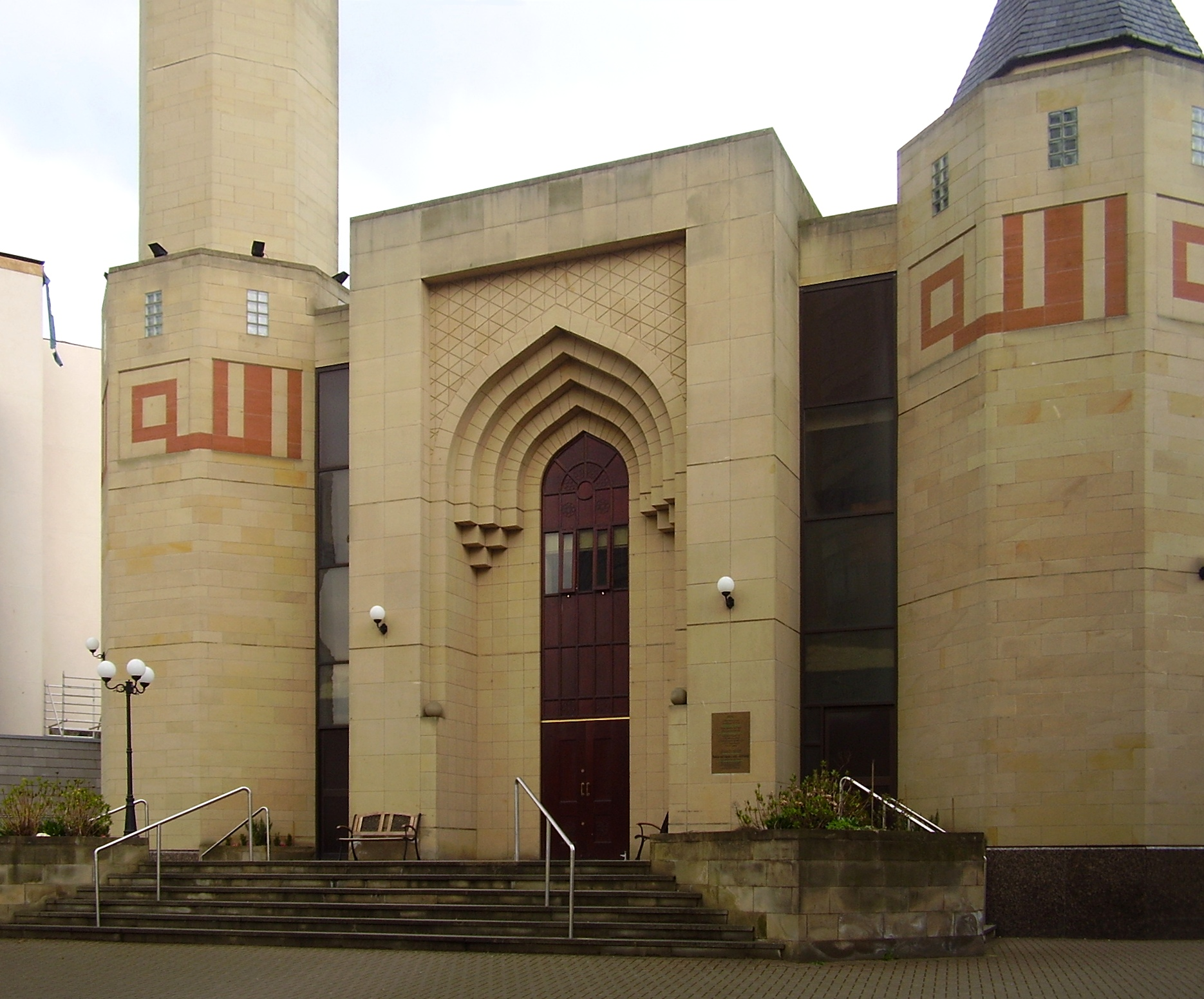
المدخل الأمامي للمسجد
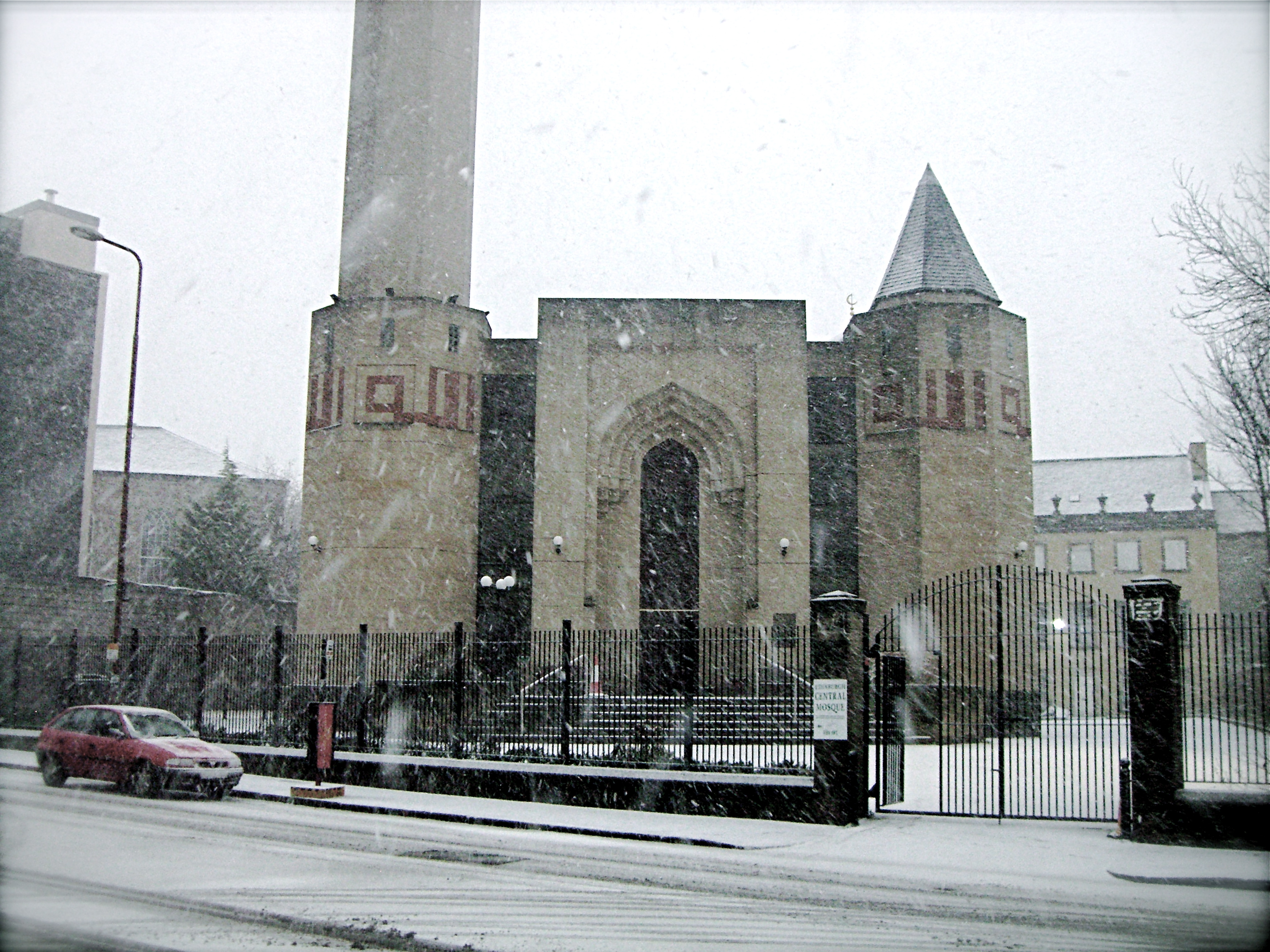
صورة للمسجد في كانون الأول 2009
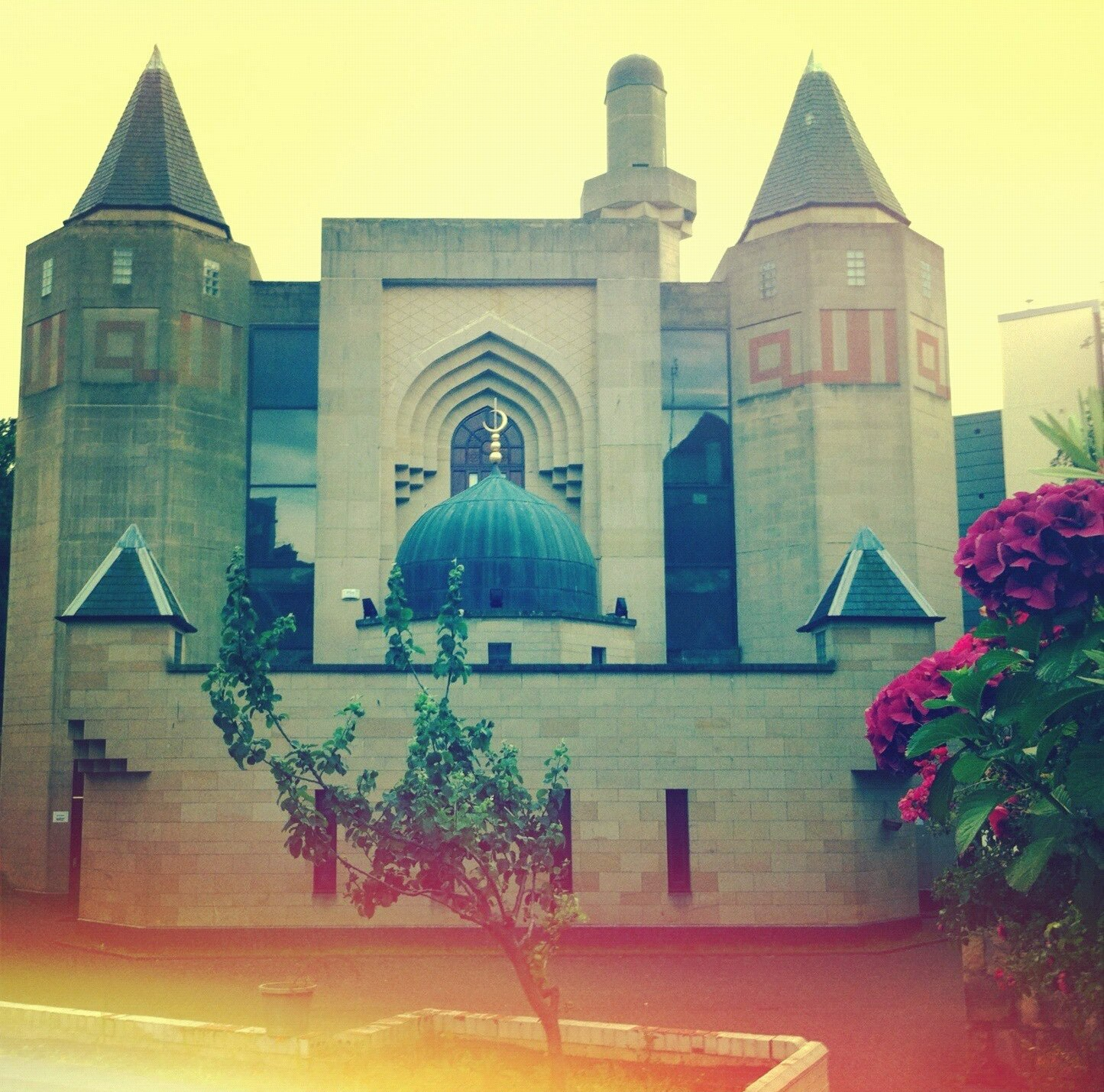
المدخل الخلفي للمسجد
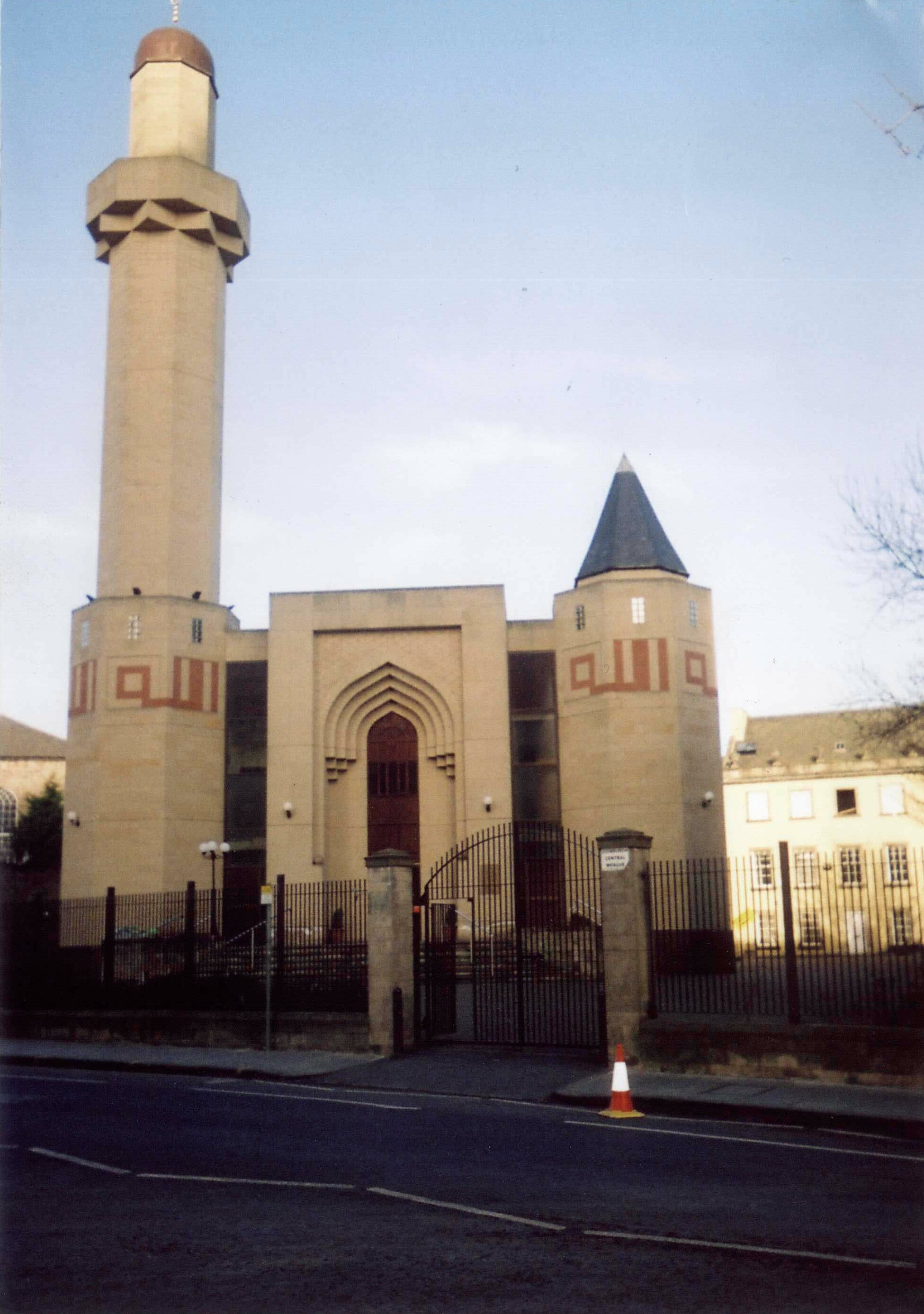